# Bascom-avr

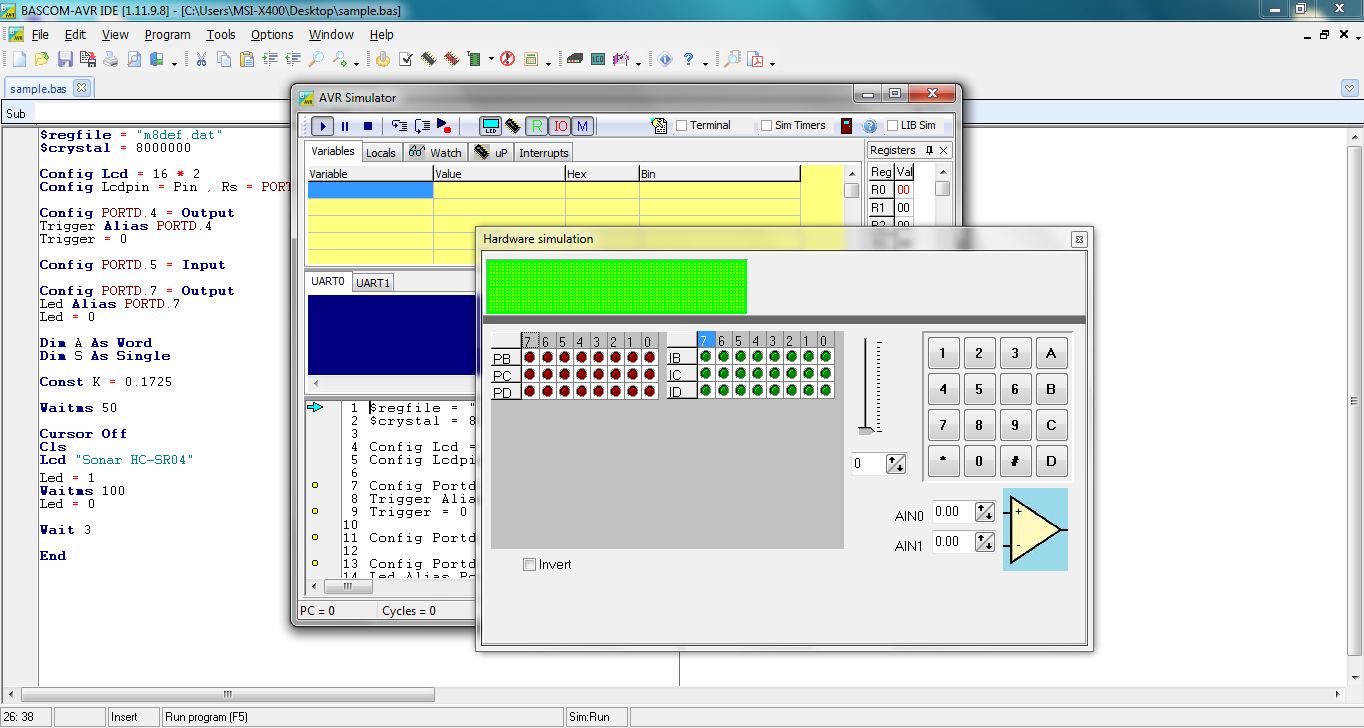
Рабочая среда разработки Bascom-AVR

Bascom-AVR - интегрированная среда разработки программ для микроконтроллеров семейства Atmel AVR на языке высокого уровня (Basic).
В состав Bascom входят следующие компоненты разработки:
- компилятор Basic-подобного языка для AVR
- текстовый редактор с подсветкой синтаксиса
- отладчик-симулятор
- эмулятор терминала
- контекстная информационно-справочная система
- утилиты загрузки аппаратных эмуляторов и программаторов.

Имеются операторы для работы с устройствами, расположенными на кристалле микроконтроллера, и внешними устройствами, наиболее часто используемые в микропроцессорных системах. Компилятор позволяет создавать программы для всех моделей микроконтроллеров AVR, а также некоторых из XMEGA. Помимо BASCOM-AVR существует Bascom-LT и Bascom-8051 для первых, уже устаревших микропроцессоров AT89Cx051 и 8051 соответственно. По среде разработки в сети имеется несколько справочников с готовыми примерами. 
Список популярных программаторов, поддерживающих работу напрямую с Bascom-AVR:
- AVR ISP Programmer
- STK200/STK300
- STK500
- USBASP
- USB ISP mkII
- JTAG MKII
- Arduino bootloader (с некоторыми китайскими копиями ARDUINO, особенно на чипах CH340G BASCOM-AVR может не находить устройство, например, иногда требуется занижать скорость работы до 19200 и даже ниже).

Bascom-AVR является коммерческой разработкой, тем не менее существует бесплатная пробная версия, с единственным ограничением - размер компилируемого кода не может превышать 4 килобайта. 
По состоянию на май 2016 года, текущей является версия 2.0.7.8.

Bascom AVR поддерживается всеми операционными системами, для работы программы в Windows10 необходимо скачать патч "2081 Patch" на сайте разработчика.